# Protistologie
La protistologie est la science qui étudie les protistes. Comme les protistes incluent des groupes très divers d'organismes microscopiques, tels que les champignons microscopiques, les algues unicellulaires et les Protozoaires, la protistologie est une branche, à la fois, de la zoologie, de la phycologie et de la mycologie ; c'est également une branche de la microbiologie (une des disciplines de la biologie). Comme de nombreux protistes sont parasites, la protistologie est aussi partiellement une branche de la parasitologie.
La protistologie relève en outre du domaine de la micropaléontologie, en ce qui concerne l'étude de microfossiles protistes.
Le terme « protistologie », plus moderne, remplace généralement le terme « protozoologie », qui faisait référence à l'ancienne désignation des protistes à affinités animales, les protozoaires. Dans les deux cas, les Protistes et Protozoaires font référence à des groupes polyphylétiques.
Les scientifiques qui étudient la protistologie sont des protistologues ou protistologistes.
Les microbiologistes qui étudient les protozoaires sont des protozoologues ou des protozoologistes.
En 2019, l'étude des protistes n'est quasiment plus enseignée à l'université, selon Philippe Silar, un des rares biologistes à donner encore des cours dans ce domaine en France (à l'université Paris-Diderot).